# Autostrada A3 (Tunisia)
L'autostrada A3 è un'autostrada della Tunisia. Ha una lunghezza di 121 km e fa parte del più ampio tracciato della Transmaghrebina. Il primo tratto è stato inaugurato nel 2005.

## Tabella percorso

### Tunisi - Bou Salem

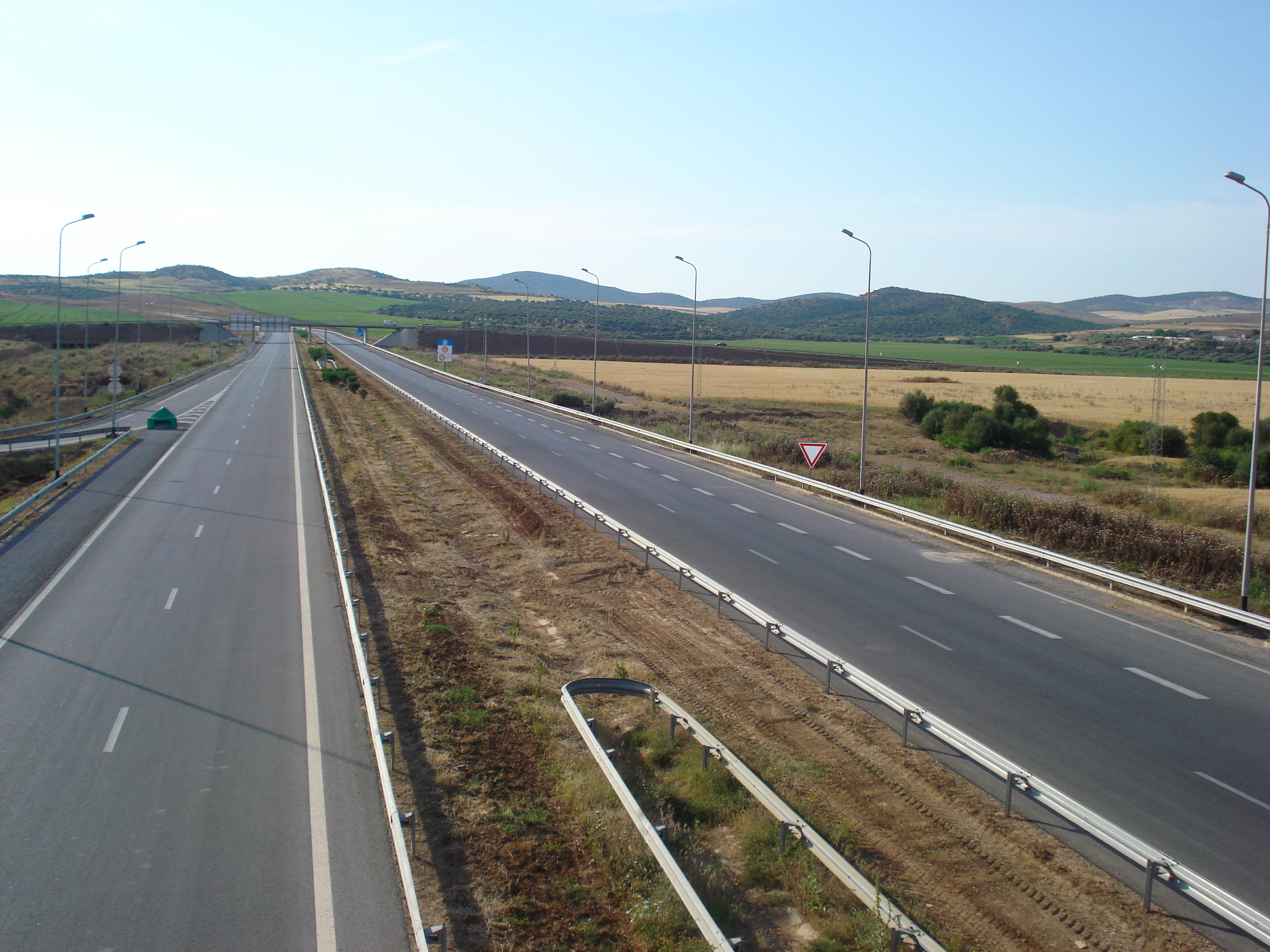
La A3 nei pressi di Beja.

Tratto in esercizio.
| TUNISI-BOU SALEM |                                                                |       |       |               |                |
| Tipo             | Indicazione                                                    | ↓km↓  | ↑km↑  | Governatorato | TAH            |
|                  | Tunisi - Strada Nazionale                                      | 0,0   | ..    | Tunisi        | Trans Africana |
| 1                | Mornaguia                                                      | 5,3   | ..    | Manouba       | Trans Africana |
|                  | Area di sosta (solo dir. ovest)                                | --    | 109,1 | Manouba       | Trans Africana |
|                  | Barriera di El Fejja                                           | 11,4  | ..    | Manouba       | Trans Africana |
|                  | Area di sosta (solo dir. est)                                  | 11,5  | --    | Manouba       | Trans Africana |
| 2                | Borj El Amri - El Fejja                                        | 17,8  | ..    | Manouba       | Trans Africana |
|                  | Area di servizio Medjez el-Bab                                 | 29,4  | ..    | Béja          | Trans Africana |
| 3                | Medjez el-Bab                                                  | 42,5  | ..    | Béja          | Trans Africana |
| 4                | Testour                                                        | 56,2  | ..    | Béja          | Trans Africana |
| 5                | Oued Zarga                                                     | 65,4  | ..    | Béja          | Trans Africana |
|                  | Area di servizio (in progetto)                                 | 75,5  | ..    | Béja          | Trans Africana |
| 6                | Béja                                                           | 94,5  | ..    | Béja          | Trans Africana |
| 7                | Bou Salem Est                                                  | 114,2 | ..    | Jendouba      | Trans Africana |
|                  | Barriera Balta-Bou Aouane                                      | 119,4 | ..    | Jendouba      | Trans Africana |
|                  | Bou Salem Centro Strada Nazionale fine autostrada in esercizio | 120,4 | ..    | Jendouba      | Trans Africana |

### Bou Salem - Confine algerino
Tratto in progetto.
| Autostrada A3 |                                                        |      |      |               |                |
| Tipo          | Indicazione                                            | ↓km↓ | ↑km↑ | Governatorato | TAH            |
|               | Bou Salem Ovest                                        | ..   | ..   | Jendouba      | Trans Africana |
|               | Jendouba                                               | ..   | ..   | Jendouba      | Trans Africana |
|               | Fernana                                                | ..   | ..   | Jendouba      | Trans Africana |
|               | ---                                                    | ..   | ..   | Jendouba      | Trans Africana |
|               | Dogana di Rouiyi-Ain Draham Confine di Stato - Tunisia | 205  | ..   | Jendouba      | Trans Africana |
|               | Confine di Stato - Algeria per Algeri                  | -    | -    | El Tarf       | Trans Africana |